# Арі Фрейр Скуласон
Заголовок цієї статті — це ісландське ім'я, де Арі Фрейр — особове ім'я, а Скуласон — ім'я по батькові. 
Арі Фрейр Скуласон (ісл. Ari Freyr Skúlason, нар. 14 травня 1987, Рейк'явік) — ісландський футболіст, захисник шведського клубу «Сильвія» і національної збірної Ісландії.

## Клубна кар'єра
Народився 14 травня 1987 року в місті Рейк'явік. Вихованець юнацької команди футбольного клубу «Валюр», також займався футболом в академії нідерландського «Геренвена».
У дорослому футболі дебютував 2006 року виступами за команду клубу «Валюр», в якій того року взяв участь у 11 матчах чемпіонату.
Протягом 2006—2007 років захищав кольори команди клубу «Геккен». Своєю грою за останню команду привернув увагу представників тренерського штабу іншого шведського клубу, «Сундсвалля», до складу якого приєднався 2008 року. Відіграв за команду із Сундсвалля наступні п'ять сезонів своєї ігрової кар'єри. Більшість часу, проведеного у складі «Сундсвалля», був основним гравцем захисту команди.
В липні 2013 року приєднався до данського клубу «Оденсе» і за три сезони встиг відіграти за команду з Оденсе 89 матчів в національному чемпіонаті. 
Після цього 18 липня 2016 року став гравцем бельгійського «Локерена». Всього відіграв за команду з Локерена 83 матчі в національному чемпіонаті. Згодом грав за іншу місцеву команду «Остенде».
31 березня 2021 року шведський клуб «Норрчепінг» оголосив про підписання контракту з Арі. Після трьох сезонів у клубі Арі спочатку оголосив про завершення кар’єри 2 листопада 2023 року, однак 12 січня 2024 року «Сильвія», ще одна команда з Норчепінга, яка виступала в шведському четвертому дивізіоні, оголосила про підписання контракту з Арі.

## Виступи за збірні
2003 року дебютував у складі юнацької збірної Ісландії, взяв участь у 15 іграх на юнацькому рівні.
Протягом 2006—2008 років залучався до складу молодіжної збірної Ісландії. На молодіжному рівні зіграв у 10 офіційних матчах.
2009 року дебютував в офіційних матчах у складі національної збірної Ісландії. 
У складі збірної був учасником чемпіонату Європи 2016 року у Франції та чемпіонату світу 2018 року у Росії.
Всього провів у формі головної команди країни 83 матчі.

## Титули і досягнення
- Володар Суперкубка Ісландії (1):

«Валюр»: 2006